# Каталог почтовых марок СССР
Катало́г почто́вых маро́к СССР, или катало́г ЦФА — национальный каталог почтовых марок и блоков РСФСР и СССР, издававшийся в Союзе ССР Центральным филателистическим агентством «Союзпечать» и некоторыми другими издательствами.
Обычно каталог переиздавался в полном виде примерно один раз в 10—15 лет. В промежутках между переизданиями ежегодно выходили дополнительные выпуски с описанием марок и блоков СССР, выпущенных в предыдущем году.

## История

### Ранние издания
Первый советский каталог появился в конце 1923 года под редакцией Ф. Г. Чучина. Он представлял собой брошюру, состоящую из 32 страниц, в которой были описаны только 95 советских марок, выпущенных к моменту издания каталога. Каталог был отпечатан в Петрограде в типографии штаба РККА тиражом 5 тысяч экземпляров. В дальнейшем в 1920-е годы было опубликовано ещё несколько каталогов под его же редакцией. Так, в 1924 году был выпущен «Каталог почтовых марок бывшей Российской империи, РСФСР и СССР», в 1925 году вышел «Каталог почтовых марок земств», изданный на английском и русском языках, в 1926 году издан «Каталог почтовых марок и цельных вещей Кавказа», в 1927 году — «Каталог почтовых марок и цельных вещей (гражданская война в России)», в 1928 году — «Каталог почтовых марок и цельных вещей (основная Россия, РСФСР и СССР)» и другие.
Вышедшее в 1933 году 4-е издание каталога Советской филателистической ассоциации под редакцией В. В. Модестова включало также каталог рекламных марок СССР.

### Послевоенные издания

Обложка второго издания «Каталога почтовых марок СССР» (1958)

Начальная страница «Каталога почтовых марок СССР» (1958)

В 1948 и 1951 годах Филателистической конторой при Книготорговом объединении государственных издательств (КОГИЗ) были выпущены очередные каталоги почтовых марок СССР. Первый послевоенный каталог включал все почтовые эмиссии РСФСР и СССР, выпущенные с 1921 по 1948 год, а также марки прежних выпусков, бывшие в почтовом обращении в 1918—1921 годах и марки специального назначения.
В 1955 году в Москве вышел «Каталог почтовых марок СССР», составленный коллективом авторов — М. Т. Милькиным, А. А. Широковым, А. С. Чумаковым и А. Я. Зезиным. Он был издан Главной филателистической конторой Министерства культуры РСФСР.
В 1958 году, к 100-летию со дня выпуска первой русской почтовой марки, каталог «Почтовые марки СССР» вышел во втором, исправленном и дополненном, издании, с сохранением нумерации издания 1955 года. В нём в хронологическом порядке были описаны все выпущенные в РСФСР и СССР марки с 1921 по 1957 год. Каталог включал следующие разделы и приложения:
- Марки РСФСР;
- Марки СССР;
- Практические сведения по филателии;
- Тематический указатель марок;
- Таблица количества марок в листах.

В 1960-е годы появилось несколько дополнений к этому каталогу. В частности, в 1965 году вышел каталог «Почтовые марки СССР 1958—1963» с описанием советских почтовых марок, выпущенных за шесть лет, и с тематическим указателем.
Официальным продолжением каталога 1958 года являются годовые выпуски (о чём сказано на 3-й странице первого выпуска), в точности продолжившие описание марок СССР, начиная с 1958 года: первый годовой выпуск представил марки 1958—1959 гг., второй — марки 1960—1961 гг., далее выпуски были по одному году до 1991 года включительно.
4 октября 1965 года вышло Постановление Совета Министров СССР № 733 «О мерах по улучшению издания почтовых марок и торговли ими», в котором пунктами 1 и 5 на Министерство связи СССР были возложены организация филателии в стране, определение тиражей, тематики издания коллекционных марок, осуществление их реализации и издание каталогов почтовых марок. С этого времени подготовкой и выпуском каталогов почтовых марок в стране стало заниматься Центральное филателистическое агентство (ЦФА) «Союзпечать», созданное в структуре Министерства связи СССР.

### Поздние издания
В 1970 году тиражом 100 тыс. экземпляров был издан «Каталог почтовых марок СССР 1918—1969 годов». Его составителем был М. Т. Милькин, а редактором — М. Е. Гинзбург. В этом каталоге произошёл переход с нумерации издания 1955 года на новую нумерацию 1970 года всех советских марок, которая действует поныне. Каталог имел следующие разделы:
- Почтовые марки РСФСР 1918—1923 годов;
- Почтовые марки СССР 1923—1969 годов;
- Служебно-почтовые и почтово-фискальные марки других ведомств;
- Доплатные почтовые марки СССР;
- Марки контрольного сбора по заграничному филателистическому обмену;
- Стандартные, сберегательные и контрольные марки дореволюционной России;
- подробные таблицы почтовых марок (стандартные выпуски, марки с портретом В. И. Ленина и доплатные марки с надпечаткой).

Помимо описания почтовых марок и блоков в хронологическом порядке в каталоге был помещён примерный тематический указатель марок, посвящённых КПСС, В. И. Ленину, выдающимся партийным и советским государственным деятелям, союзным республикам СССР, развитию народного хозяйства, науки, культуры, спортивным достижениям страны. Такой указатель облегчал филателистам поиск и подбор материала для мотивных и тематических коллекций

Обложка «Каталога почтовых марок СССР 1918—1974» (1976)

В 1976 году был издан «Каталог почтовых марок СССР 1918—1974 годов» под редакцией М. Е. Гинзбурга и М. И. Спивака. Каталог включал краткое описание всех почтовых марок и блоков, официально выпущенных почтовыми и другими ведомствами СССР с 7 ноября 1918 по 25 декабря 1974 года, сведения о персоналиях и встречающихся на марках произведениях живописи, скульптуры и архитектуры и был разбит на следующие разделы:
1. Предисловие.
2. Условные сокращения.
3. Почтовые марки РСФСР 1918—1923 годов.
4. Почтовые марки СССР 1923—1974 годов.
5. Служебные и фискальные почтовые марки других ведомств.
6. Контрольные доплатные марки СССР.
7. Марки контрольного сбора по заграничному филателистическому обмену.
8. Стандартные, сберегательные и контрольные марки дореволюционной России.
9. Примерный тематический указатель к почтовым маркам СССР 1918—1974 годов.
10. Именной указатель.

В 1983—1984 годах ЦФА «Союзпечать» выпустило 11-е издание каталога в двух томах под редакцией М. И. Спивака. Это издание охватывало филателистические материалы, выпущенные в период с 1918 по 1980 год: почтовые марки и блоки, служебные и фискальные марки, используемые в качестве почтовых, доплатные марки, контрольные марки, марки контрольного сбора по заграничному филателистическому обмену и другие выпуски. В первом томе были помещены почтовые марки РСФСР и СССР, выпущенные в 1918—1969 годах, во втором — в 1970—1980 годах и специальные марки (служебные, доплатные и др.). Иллюстрации (живописное поле) марок были даны в ²/3, блоков — в ½ размера, изображения надпечаток — в натуральную величину. Детали отдельных марок для большей наглядности были увеличены. Иллюстрации двух и более знаков почтовой оплаты с одинаковыми рисунками в каталоге, как правило, не повторялись. Второй том имел свои, относящиеся только к нему, тематический и именной указатели.

#### Годовые выпуски

Обложка «Каталога почтовых марок СССР 1970» (1971)

Обложка издания «Прейскурант розничных цен. Почтовые марки СССР 1918—1960» (1969)

Начиная с 1960 года и до прекращения существования СССР в 1992 году Главная филателистическая контора (до 1965 года), ЦФА «Союзпечать» (с 1965 года) и некоторые другие издательства ежегодно в дополнение к «большому» каталогу оперативно издавали брошюры с описанием почтовых марок СССР, увидевших свет в предшествующем году или в течение нескольких предыдущих лет. До 1969 года включительно нумерация давалась в редакции 1955 года, начиная с 1970 года — в новой редакции, действующей и поныне. Большой вклад в качестве составителя и редактора подобных изданий внёс М. И. Спивак. Каждый выпуск объёмом 30—60 страниц, помимо хронологического описания филателистических материалов, содержал в конце примерный тематический указатель по содержанию и тематике марок, а впоследствии и именной указатель с указанием фамилий деятелей, в честь которых выпущены марки. Сведения о выявленных опечатках и ошибках в выпуске за предыдущий год печатались в очередном годовом выпуске в следующем году.
Начиная с каталога за 1983 год иллюстрации марок стали печатать цветными. В 1986 году объём филателистических сведений, публикуемых в годовых выпусках, был увеличен. Появилась информация о количестве и расположении марок в листах, о специальных гашениях и картмаксимумах, а начиная с каталога за 1989 год — об односторонних почтовых карточках и конвертах с оригинальной маркой, выпущенных за год.
Годовые выпуски до сих пор представляют определённый интерес для филателистов, поскольку в них давались более подробные, чем обычно, сведения о событиях, предметах и явлениях, которым посвящены соответствующие марки и блоки. Из-за экономии места в сводные каталоги эти сведения не включались.
| Название                                | Место, издательство, год издания               | Объём, с. | Тираж, тыс. экз. | Цена, р | Составитель и редактор                    | Художник обложки    | Номиналов             | Примечание |
| --------------------------------------- | ---------------------------------------------- | --------- | ---------------- | ------- | ----------------------------------------- | ------------------- | --------------------- | --- |
| Почтовые марки СССР. 1958—1959. Каталог | М.: Главная филателистическая контора, 1960    | 95        | 30               | 3       | Сост. А. Н. Гуковский, ред. И. С. Светлов | В. В. Евдокимов     | Не указано            | Тематический указатель. Художники-авторы рисунков марок. Расположение марок на листах. Распределение гашёных марок по пакетам |
| Почтовые марки СССР. 1960—1961. Каталог | М.: Главная филателистическая контора, 1962    | 64        | 40               | 0,24    | Сост. И. С. Светлов, ред. Д. А. Михайлов  | В. В. Евдокимов     | Не указано            | Начиная с 1961.1.1 (№ 2551) новые номиналы. Тематический указатель. Замеченные опечатки этого выпуска |
| Почтовые марки СССР. 1962. Каталог      | М.: Главная филателистическая контора, 1963    | 40        | 50               | 0,15    | Ред. Д. А. Михайлов                       | В. В. Евдокимов     | Не указано            | Тематический указатель |
| Почтовые марки СССР. 1963. Каталог      | М.: Главная филателистическая контора, 1964    | 40        | 25               | 0,15    | Ред. Д. А. Михайлов                       | А. В. Завьялов      | Не указано            | Тематический указатель. Замеченные опечатки |
| Почтовые марки СССР. 1964. Каталог      | М.: Главная филателистическая контора, 1965    | 47        | 50               | 0,22    | Ред. А. М. Смыслов                        | А. В. Завьялов      | Не указано            | Примерный тематический указатель |
| Почтовые марки СССР. 1965. Каталог      | М.: Связь, 1966                                | 47        | 50               | 0,14    | Ред. М. Е. Гинзбург                       | Не указано          | Не указано            | Примерный тематический указатель |
| Почтовые марки СССР 1967 года. Каталог  | М.: ЦФА «Союзпечать», 1968                     | 39        | 75               | 0,12    |                                           | ?                   | ?                     | |
| Почтовые марки СССР 1968 года. Каталог  | М.: ЦФА «Союзпечать», 1969                     | 44        | 100              | 0,15    | сост. Б. Стальбаум, ред. М. Т. Милькин    | Ю. В. Ряховский     | ?                     | |
| Каталог почтовых марок СССР 1969        | М.: ЦФА «Союзпечать», 1970                     | 46        | ??               |         | сост. Б. Стальбаум, ред. М. Е. Гинзбург   | ?                   | ?                     | |
| Каталог почтовых марок СССР 1970        | М.: ЦФА «Союзпечать», 1971                     | 62        | 100              | 0,30    | М. И. Спивак                              | Ю. А. Лукьянов      | не указано            | |
| Каталог почтовых марок СССР 1971        | М.: ЦФА «Союзпечать», 1972                     | 48        | 75               | 0,30    | М. И. Спивак                              | Ю. А. Лукьянов      | ?                     | |
| Каталог почтовых марок СССР 1972        | М.: ЦФА «Союзпечать», 1973                     | 48        | 75               | 0,19    | М. И. Спивак                              | ?                   | ?                     | |
| Каталог почтовых марок СССР 1973        | М.: ЦФА «Союзпечать», 1974                     | 48        | 75               | 0,19    | М. И. Спивак                              | Ю. В. Ряховский     | 102 марки и 10 блоков | В конце приведён перечень КПД и картмаксимумов, выпущенных в 1973 году |
| Каталог почтовых марок СССР 1974        | М.: ЦФА «Союзпечать», 1975                     | 40        | 100              | 0,20    | М. И. Спивак                              | Ю. В. Ряховский     | 109 марок и 8 блоков  | |
| Каталог почтовых марок СССР 1975        | М.: ЦФА «Союзпечать», 1976                     | 40        | 150              | 0,22    | М. И. Спивак                              | Ю. В. Ряховский     | 107 марок и 7 блоков  | |
| Каталог почтовых марок СССР 1976        | М.: ЦФА «Союзпечать», 1977                     | 40        | 150              | 0,39    | М. И. Спивак                              | Ю. В. Ряховский     | 121 марка и 10 блоков | |
| Каталог почтовых марок СССР 1977        | М.: ЦФА «Союзпечать», 1978                     | 40        | 175              | 0,36    | М. И. Спивак                              | Ю. В. Ряховский     | 116 марок и 8 блоков  | |
| Каталог почтовых марок СССР 1978        | М.: ЦФА «Союзпечать», 1979                     | 40        | 200              | 0,38    | М. И. Спивак                              | Ю. В. Ряховский     | 127 марок и 9 блоков  | |
| Каталог почтовых марок СССР 1979        | М.: ЦФА «Союзпечать», 1980                     | 32        | 200              | 0,15    | М. И. Спивак                              | Ю. В. Ряховский     | 92 марки и 8 блоков   | |
| Каталог почтовых марок СССР 1980        | М.: Связь, 1981                                | 48        | 205              | 0,25    | М. И. Спивак                              | Ю. В. Ряховский     | 108 марок и 6 блоков  | |
| Каталог почтовых марок СССР 1981        | М.: Связь, 1982                                | 32        | 200              | 0,25    | М. И. Спивак                              | Ю. В. Ряховский     | 106 марок и 5 блоков  | |
| Каталог почтовых марок СССР 1982        | М.: Радио и связь, 1983                        | 46        | 210              | 0,20    | М. И. Спивак                              | Л. В. Брылев        | 99 марок и 7 блоков   | |
| Каталог почтовых марок СССР 1983        | М.: ДИЭЗПО, 1984                               | 56        | 200              | 0,40    | М. И. Спивак                              | В. В. Хмелев        | 92 марки и 9 блоков   | Начиная с этого года иллюстрации марок даны цветными. |
| Каталог почтовых марок СССР 1984        | М.: ЦФА «Союзпечать», 1985                     | 48        | 200              | 0,55    | М. И. Спивак                              | В. В. Хмелев        | 116 марок и 9 блоков  | Награждён посеребрённой медалью на Международной выставке почтовых марок «Соцфилэкс-86» в Колине (ЧССР) в 1986 году. |
| Каталог почтовых марок СССР 1985        | М.: ЦФА «Союзпечать», 1986                     | 48        | 200              | 0,55    | М. И. Спивак                              | В. В. Хмелев        | 93 марок и 7 блоков   | Награждён посеребрённой медалью на Международной выставке почтовых марок «Соцфилэкс-86» в Колине (ЧССР). Начиная с этого года публикуется информация о количестве и расположении марок в листах, о специальных гашениях и картмаксимумах. |
| Каталог почтовых марок СССР 1986        | М.: ЦФА «Союзпечать», 1987                     | 50        | 170              | 0,75    | М. И. Спивак                              | Ю. В. Ряховский     | 105 марок и 4 блока   | Удостоен диплома и награды в ранге посеребрённой медали на Всесоюзной филателистической выставке «70 лет Великого Октября» в 1987 году.                                                                                                   |
| Каталог почтовых марок СССР 1987        | М.: ДИЭЗПО, 1988                               | 48        | 170              | 0,75    | М. И. Спивак                              | Е. М. Голубятникова | 97 марок и 8 блоков   | |
| Каталог почтовых марок СССР 1988        | М.: ДИЭЗПО, 1989                               | 48        | 170              | 0,75    | М. И. Спивак                              | Е. М. Голубятникова | 126 марок и 8 блоков  | |
| Каталог почтовых марок СССР 1989        | М.: Министерство связи СССР, ИТЦ «Марка», 1990 | 48        | 170              | 1       | М. И. Спивак                              | Е. М. Голубятникова | 120 марок и 6 блоков  | Начиная с этого года публикуется перечень односторонних почтовых карточек и конвертов с оригинальной маркой, выпущенных за год. |
| Каталог почтовых марок СССР 1990        | М.: Министерство связи СССР, ИТЦ «Марка», 1991 | 48        | 170              | 1,40    | М. И. Спивак                              | Е. М. Голубятникова | 111 марок и 5 блоков  | |
| Каталог почтовых марок СССР 1991        | М.: Министерство связи РФ, ИТЦ «Марка», 1992   | 48        | 90               | 5       | А. М. Колосов                             | Е. М. Голубятникова | 105 марок и 4 блока   | |

#### Прейскуранты
Кроме филателистических каталогов, ЦФА «Союзпечать» издавало прейскуранты розничных цен на коллекционные почтовые марки СССР для торгующих организаций, в которых также использовалась общепринятая каталожная нумерация советских почтовых эмиссий, начиная с 1918 года.
| Название                                                                              | Утвердивший орган и дата                                       | Место, издательство, год издания                                               | Типография                                   | Объём (с.) | Тираж (тыс. экз.) | Цена (руб.) |
| ------------------------------------------------------------------------------------- | -------------------------------------------------------------- | ------------------------------------------------------------------------------ | -------------------------------------------- | ---------- | ----------------- | ----------- |
| Почтовые марки СССР. Выпуски 1966 г. Прейскурант                                      | ?                                                              | М.: Главная филателистическая контора Союзпечати Министерства связи СССР, 1967 | ?                                            | ?          | ?                 | ?           |
| Прейскурант розничных цен. Почтовые марки СССР (1918—1960)                            | Министерство связи СССР; введено в действие с 1 июля 1969 года | М.: ЦФА «Союзпечать», 1969                                                     | Фабрика офсетной печати, Волгоград           | 202        | 100               | 0,59        |
| Прейскурант почтовых марок СССР. Выпуски 1969 г.                                      | ?                                                              | М.: ЦФА «Союзпечать» Министерства связи СССР, 1970                             | ?                                            | ?          | ?                 | ?           |
| Почтовые марки СССР. Прейскурант розничных цен 1961—1966 гг.                          | ?                                                              | М.: ЦФА «Союзпечать» Министерства связи СССР, 1971                             | ?                                            | 70         | ?                 | ?           |
| Прейскурант розничных цен на отдельные почтовые марки СССР 1921—1969 гг.              | Министерство связи СССР; 7 марта 1973 года                     | М.: ЦФА «Союзпечать», 1973                                                     | Московская типография № 24 Союзполиграфпрома | 31         | 50                | 0,07        |
| Прейскурант № 133-20. Розничные цены на коллекционные почтовые марки СССР (1918—1980) | ?                                                              | М.: ЦФА «Союзпечать», 1981                                                     | ?                                            | 192        | ?                 | ?           |

### Постсоветские и зарубежные издания
После распада СССР появились российские каталоги, содержавшие информацию о почтовых марках советской эпохи, в которых нумерация каталогов ЦФА была сохранена, хотя в отдельных случаях (например, в изданиях «Стандарт-Коллекции» — каталогах Загорского) была предложена новая нумерация. Отдельным томом издавался каталог советских марок «Михель», но в нём также использована собственная нумерация.
В третьем номере журнала «Филателия» за 1992 год была начата публикация «Каталога-справочника почтовых марок СССР 1918—1991 гг.». Каталог выходил частями, в каждом номере, вплоть до № 6 за 1996 год и представлял собой специальные страницы в середине журнала, которые при желании можно было сброшюровать в виде отдельного тома. Данный каталог являлся дополнением к существующему «Каталогу почтовых марок СССР 1918—1980 гг.» и не повторял основных сведений, приведённых в нём. В то же время он был значительно дополнен новыми данными о разновидностях по цвету, бумаге, зубцовке, растрам, размерам рисунков и другим особенностям марок. В каталоге была сохранена основная нумерация марок. Авторы-составители каталога-справочника — В. Н. Устиновский и А. Я. Певзнер.
В 1993 году в № 1 и 2 журнала «Филателия» был опубликован «Прейскурант № 01м-92. Оптовые цены на коллекционные почтовые марки СССР 1918—1991 гг.», подготовленный Издатцентром «Марка». Это было первое постсоветское официальное справочное издание подобного типа.

### Советские издания
- Каталог почтовых марок Р.С.Ф.С.Р. / Под ред. Ф. Г. Чучина. — М., 1923.
- Каталог почтовых марок бывшей Российской империи, РСФСР и СССР / Под ред. Ф. Г. Чучина. — М., 1924.
- Каталог почтовых марок и цельных вещей / Под ред. Ф. Г. Чучина. Вып. I. Основная Россия (Императорская Россия, РСФСР, СССР). — М.: Советская филателистическая ассоциация при Комиссии ВЦИК фонда им. В. И. Ленина помощи беспризорным детям, 1928.
- Каталог почтовых марок и цельных вещей / Под ред. Ф. Г. Чучина. Вып. VI. Исправления и дополнения к вып. I. «Основная Россия». — М.: Советская филателистическая ассоциация при Комиссии ВЦИК фонда им. В. И. Ленина помощи беспризорным детям, 1929.
- Каталог почтовых марок РСФСР и СССР 1917—1933 / Ред. В. В. Модестов. — 4-е изд. — М.: СФА, 1933. — 114 с. (Дата обращения: 18 сентября 2015) Архивировано 18 сентября 2015 года.
- Каталог почтовых марок СССР. — М.: Филателистическая контора КОГИЗа, 1948. — 136 с. (Дата обращения: 16 июля 2010)
- Каталог почтовых марок СССР. — М.: Филателистическая контора, 1951.
- Каталог почтовых марок СССР / Сост. М. Т. Милькин, А. А. Широков, А. С. Чумаков, А. Я. Зезин. — М.: Главная филателистическая контора Министерства культуры РСФСР, 1955.
- Каталог почтовых марок СССР / Ред. М. Т. Милькин, А. Я. Зезин. — 2-е изд., исправ. и доп. — М.: Главная филателистическая контора. — 1958. — 621 с.
- Почтовые марки СССР 1958—1959. Каталог. — М.: ГФК, 1960. — 96 с.
- Карлинский В. Каталог-справочник «Почтовые марки СССР». Т. 1 (1917—1941). — Л.: 1959—1963. (На правах рукописи.)
- Почтовые марки СССР 1958—1963 гг. Каталог. — М.: Советская Россия, 1965. — 259 с.
- Карачун Д., Карлинский В. Почтовые марки СССР. (1918—1968) Краткий справочник / Ред. Е. Б. Соркин. — М.: Ид-во «Связь», 1969. — 288 с. — Илл. 379.
- Прейскурант розничных цен. Почтовые марки СССР (1918—1960). — М.: ЦФА «Союзпечать» Министерства связи СССР, 1969. — 202 с.
- Каталог почтовых марок СССР 1918—1969 / Отв. за выпуск М. Т. Милькин. Рецензент А. И. Качинский. Спецред. М. Н. Израэлит. Ред. М. Е. Гинзбург, М. И. Спивак. — М.: ЦФА «Союзпечать» Министерства связи СССР, 1970. — 655 с.
- Прейскурант розничных цен на отдельные почтовые марки СССР 1921—1969. — М.: ЦФА «Союзпечать» Министерства связи СССР, 1973. — 31 с.
- Каталог почтовых марок СССР 1918—1974 / Ред. М. Е. Гинзбург, М. И. Спивак; Оформл. переплёта худ. Ю. Ряховского. — М.: ЦФА «Союзпечать» Министерства связи СССР, 1976. — 840 с. (Дата обращения: 16 июля 2010)
- Каталог почтовых марок СССР 1975—1978 / Сост. М. Спивак; Обл. худ. Ю. Ряховского. — М.: ЦФА «Союзпечать» Министерства связи СССР, 1980. — 136 с.
- Прейскурант № 133-20. Розничные цены на коллекционные почтовые марки СССР (1918—1980) / Ред. М. И. Спивак. — М.: ЦФА «Союзпечать» Министерства связи СССР, 1981. — 192 с.
- Каталог почтовых марок СССР. 1918—1980 / Под ред. М. И. Спивака. — М.: ЦФА «Союзпечать» Министерства связи СССР, 1983—1984.
  - Т. 1. 1918—1969. — 1983. — 512 с. — 200 000 экз. (Дата обращения: 16 июля 2010)
  - Т. 2. 1970—1980. — 1984. — 272 с. — 200 000 экз. (Дата обращения: 16 июля 2010)
- Ежегодные дополнения 1969—1991 гг. — М.: ЦФА «Союзпечать» (или «Радио и связь», или ДИЭЗПО), 1970—1992.

### Российские издания
- Константинов В. В. Почтовые марки, блоки, малые листы РСФСР и СССР. 1917—1991. Каталог. — М.: Благовест, 1993. — 208 с.
- Каталог почтовых марок. Большая Россия. Т. 1, кн. 1. — СПб.: Ст-Авто. — 1994. — 349 с. — 10 000 экз. (Описание почтовых марок, блоков и малых листов, официально выпущенных в почтовое обращение государственными почтовыми ведомствами Российской империи, Временного Правительства, РСФСР, СССР и России, а также почтовых марок и блоков, не выпускавшихся в почтовое обращение. Есть варианты, не попавшие в другие каталоги.)
- Каталог почтовых марок России. 1857—1995 / Сост. Д. Шипетин; Ред. Л. И. Греков. — М.: Центрполиграф, 1995. — 480 с. — ISBN 5-7001-0241-2. (Универсальный каталог почтовых марок России (1857—1995): Российской империи, Республики Россия, РСФСР, СССР, Российской Федерации.) (Дата обращения: 16 июля 2010)
- Почтовые марки СССР 1981—1991. Каталог. — 1-е изд. — М.: Красный пролетарий, 1999. — Т. 1.
- Каталог-справочник почтовых марок СССР 1918—1991 / Сост. В. Н. Устиновский и А. Я. Певзнер // Филателия. — 1992. — № 3—12; 1993. — № 1—12; 1994. — № 1—12; 1995. — № 1—12; 1993. — № 1—6. (Приложение к журналу «Филателия» общим объёмом 412 с.)
- Каталог почтовых марок России (1857—1995) / Каталог к изданию подготовили: А. Я. Певзнер (руководитель), кандидат технических наук Г. В. Мархасин, В. Н. Устиновский. — М.: Центрполиграф, 1995. — 474 с., ил. — ISBN 5-7001-0241-2.
- Певзнер А. Я. Стандартные почтовые марки СССР. 1923—1991. Специализированный каталог / Автор-сост. Певзнер А. Я. — М.: Издательство Центрполиграф, 2015. — 312 с., ил. — ISBN 978-5-227-06050-1.
- Почтовые марки России и СССР (1857—1991 гг.). Специализированный каталог / Сост. и ред. В. Ю. Соловьёв.
  - Т. 1. 2006/07 (Россия 1857—1918, Земство, …). — М.: ИздАТ, 2006—2008 (Дата обращения: 16 июля 2010)
  - Т. 1. 2009/10 (Россия 1857—1919). — М.: ИздАТ, 2009. — 52 с.
  - Т. 1. 2020/21 (Россия 1857—1919). — М.: Комтехпринт, 2019. — 76 с.
  - Т. 2. 2006/07 (РСФСР, СССР 1923—1960). — М.: ИздАТ, 2006—2008 (Дата обращения: 16 июля 2010)
  - Т. 2. 2008/09 (РСФСР, СССР 1923—1960). — М.: ИздАТ, 2006—2008. — 200 с. (Дата обращения: 16 июля 2010)
  - Т. 2. 2009/10 (Земство). — М.: ИздАТ, 2009. — 196 с.
  - Т. 3. 2007/08 (СССР 1961—1991). — М.: ИздАТ, 2006—2008. — 240 с. (Дата обращения: 16 июля 2010)
  - Т. 3. 2016/17 (Гражданская война, …). — М.: Комтехпринт, 2016. — 144 с.
  - Т. 3. 2021/22 (Гражданская война, …). — М.: Комтехпринт, 2021. — 140 с.
  - Т. 4. 2010/11 (РСФСР, СССР 1923—1960). — М.: ИздАТ, 2009. — 196 с.
  - Т. 4. 2022/23 (РСФСР, СССР 1923—1960). — М.: Комтехпринт, 2021. — 240 с.
  - Т. 5. 2009/10 (СССР 1961—1991). — М.: ИздАТ, 2009. — 240 с.
  - Т. 5. 2015/16 (СССР 1961—1991). — М.: Комтехпринт, 2014. — 256 с.
- Марки Страны Советов: каталог почтовых марок РСФСР и СССР с 1917 по 1992 гг. Электронный каталог. CD-ROM. — М.: МедиаХауз; Com.Media, 2005. (В основу электронного издания положен специализированный каталог-справочник «Почтовые марки России и СССР (1857—1991 гг.)…» В. Ю. Соловьёва, издающийся с 1996 года.) (Дата обращения: 16 июля 2010)
- Каталоги издательства «Стандарт-Коллекция»:
  - Специализированный каталог почтовых марок. Т. 5, ч. 1. СССР 1923—1940 / Под ред. В. Б. Загорского. — СПб.: Стандарт-Коллекция, 1999. — 288 с. — ISBN 5-7502-0014-7. (Тираж 3000 экз.) (Дата обращения: 20 апреля 2011)
  - Специализированный каталог почтовых марок. Т. 4. РСФСР 1918—1923 / Под ред. В. Б. Загорского. — 2-е изд. — СПб.: Стандарт-Коллекция, 2004. — 112 с. — ISBN 978-5-902275-06-0. (Дата обращения: 20 апреля 2011)
  - Специализированный каталог почтовых марок. Т. 2. Российская Империя. 1845—1917 / Под ред. В. Б. Загорского. — СПб.: Стандарт-Коллекция, 2006. — 192 с. — ISBN 5-902275-10-5. (Дата обращения: 20 апреля 2011)
  - Почтовые штемпеля Российской Империи. Домарочный период / Сост. М. А. Добин. — 3-е изд. — СПб.: Стандарт-Коллекция, 2009. — 448 с. — ISBN 978-5-902275-38-1. (Дата обращения: 20 апреля 2011)
  - Каталог почтовых марок. 1857—1991. Россия, РСФСР, СССР / Под ред. В. Б. Загорского. — 4-е изд. — СПб.: Стандарт-Коллекция, 2010. — 520 с. — ISBN 978-5-902275-43-5. (Дата обращения: 20 апреля 2011)
  - Каталог почтовых марок 1857—1965. Россия, РСФСР, СССР. Часть I / Под ред. В. Б. Загорского. — СПб.: Стандарт-Коллекция, 2013. — 288 с. — ISBN 978-5-902275-53-4. Юбилейное издание.
  - Каталог почтовых марок 1966—1991. СССР. Часть II / Под ред. В. Б. Загорского. — СПб.: Стандарт-Коллекция, 2013. — 296 с. — ISBN 978-5-902275-54-1. Юбилейное издание.
  - Каталог почтовых марок 1992—2012. Российская Федерация. Часть III / Под ред. В. Б. Загорского. — СПб.: Стандарт-Коллекция, 2013. — 288 с. — ISBN 978-5-902275-52-7. Юбилейное издание.
  - Catalogue of postage stamps. 1992—2010. Russian Federation / Под ред. В. Б. Загорского. — 1-е изд. — СПб.: Стандарт-Коллекция, 2011. — 182 с. — ISBN 978-5-902275-48-0. (англ.) (Дата обращения: 20 апреля 2011)
  - Catalogue of postage stamps. 1857—1991. Russia, RSFSR, USSR / Под ред. В. Б. Загорского. — 2-е изд. — СПб.: Стандарт-Коллекция, 2013. — 566 с. — ISBN 978-5-902275-56-5. (англ.)
  - Каталог почтовых марок. Азербайджан. 1919—1923 / Под ред. В. Б. Загорского. — СПб.: Стандарт-Коллекция, 2015. — 104 с. —  ISBN 978-5-902275-62-6.
  - Земские почтовые марки. 1866—1919 / Под ред. В. Б. Загорского. — СПб.: Стандарт-Коллекция, 2017. — 635 с. —  ISBN 978-5-902275-69-5.
  - Каталог почтовых марок 1992—2022. Российская Федерация / Под ред. В. Б. Загорского. — СПб.: Стандарт-Коллекция, 2023. — 448 с. —  ISBN 978-5-902275-83-1.
  - Почтовые марки. Российская Империя, РСФСР, СССР. 1857—1965 / Под ред. В. Б. Загорского. — СПб.: Стандарт-Коллекция, 2023. — 352 с. —  ISBN 978-5-902275-82-4.
  - Фискальные марки России. Том I. Российская Империя / Сост. Г. Мирский. — СПб.: Стандарт-Коллекция, 2024. — 368 с. —  ISBN 978-5-902275-75-6.
- Каталог почтовых марок СССР 1918—1991 Архивная копия от 26 января 2012 на Wayback Machine / Под ред. В. Ляпина. — 2-е изд., перераб. — М.: АСТ, 2000—2001. (Дата обращения: 16 июля 2010)
  - Т. 1. РСФСР, СССР. 1918—1940 / Сост. И. Киржнер, В. Ляпин. — 2000. — 426 с. — ISBN 5-17-001193-8. (Дата обращения: 16 июля 2010)
  - Т. 2. Почтовые марки СССР 1941—1960 / Сост. В. Ляпин, А. Семенов, Д. Хромов. — М.: Образование — Культура, 2001. — 464 с. — ISBN 5-17-011803-1. (Дата обращения: 16 июля 2010)
- Ляпин В. А. Каталог почтовых марок России (1856—1991). — М.: Издатель И. В. Балабанов, 2008. — 603 с. — ISBN 978-5-91563-007-8.
- Петрищев А. С. Специализированный каталог. Почтовые марки СССР и Российской Федерации. В 3 тт. 2017—2019.

- Петрищев А. С. STAMPRUS — Каталог почтовых марок СССР. 1961—1975. — М., 2017. — 437 с. с илл. — ISBN 978-5-6040175-0-0.
- Петрищев А. С. Каталог почтовых марок СССР. 1976—1991. — М., 2019. — 347 с. с илл. — ISBN 978-5-00006-021-6.
- Петрищев А. С. Каталог почтовых марок. Российская Федерация. 1992—2016. — М.: Изд-во «Перо», 2017. — 189 с. с илл. — ISBN 978-5-906927-9-86-6.

- Каталог почтовых марок Российской Федерации. 1992—2014 / Под ред. С. А. Маргарян. — М., 2015. — 259 с. с илл.
- Знаки почтовой оплаты. Земство, Венден. Почтовые марки, маркированные конверты, карточки, бандероли. 1862—1919 : каталог. / Сост.: Е. А. Обухов, В. Ю. Соловьёв. — М.: ФГУП Издатцентр «Марка», 2013. — 568 с. — 3000 экз. — ISBN 978-5-906218-07-0.
- Государственные знаки почтовой оплаты. Почтовые марки СССР 1961—1974 Архивная копия от 20 ноября 2015 на Wayback Machine / Сост. Е. А. Обухов, В. И. Пищенко. — М.: ФГУП Издатцентр «Марка», 2010. — 336 с. — 3000 экз. — ISBN 978-5-9901597-4-7.
- Государственные знаки почтовой оплаты. Почтовые марки СССР 1975—1991 Архивная копия от 20 ноября 2015 на Wayback Machine / Сост. Е. А. Обухов, В. И. Пищенко. — М.: ФГУП Издатцентр «Марка», 2010. — 480 с. — 3000 экз. — ISBN 978-5-9901597-5-4.

### Зарубежные издания
- Michel. Rußland-Spezial-Katalog 2012. Unterschleißheim: Schwaneberger Verlag GmbH, 2011. 356 S. ISBN 978-3-87858-193-2.
- Michel. Sowjetunion-Spezial-Katalog 2005/06. Архивная копия от 1 октября 2017 на Wayback Machine — 2006. (нем.) (Дата обращения: 16 июля 2010)
- Rußland-Katalog 1995/96 = Каталог почтовых марок России / [По зак. фирмы «Стандарт-Коллекция»; при уч. ИТЦ «Марка»]. — München: Schwaneberger, [s.a.]. — (MICHEL). — 448 с.: ил. — (Включал марки России до 1918 г., РСФСР и других советских республик, Танну-Тувы, СССР и Российской Федерации).
- Scott Standard Postage Stamp Catalogue. 2013. 169th edition. Volume 5 N-Sam. Sidney, OH: Scott Publishing Co., August 2012. 49A+1534 p. ISBN 0-89487-473-X.
- Stanley Gibbons Stamp Catalogue. Part 10. Russia. Fourth edition, 1991. London and Ringwood: Stanley Gibbons Publications Ltd., 1991. x+381 p. ISBN 0-85259-304-X.
- Stanley Gibbons Stamp Catalogue. Part 10. Russia. 7th edition, 2014. London and Ringwood: Stanley Gibbons Publications Ltd., 1991. xxv+808 p. ISBN 0-85259-892-0. ISBN 978-0-85259-892-4.
- Yvert & Tellier Catalogue des Timbres-Poste. Tome IV Europe de l’Est. (2e partie Roumanie à Ukraine). Amiens: Yvert & Tellier, Février 2003. 969 p. ISBN 2-86814-132-3.